# Nicolle Des Celliers de Hesdin
Nicolle Des Celliers de Hesdin fou un compositor francès del segle xvi. Va ser chantre de la capella d'Enric II de França (1522), i més tard de la capella pontifícia. S'han conservat d'Hesdin, diverses misses, motets i cançons profanes, aquestes últimes molt interessants.